# 埃米尔·奥黑拉
埃米尔·奥黑拉（波蘭語：Emil Ochyra，1936年7月12日—1980年5月26日），波兰男子击剑运动员。他曾代表波兰参加1960年、1964年和1968年夏季奥林匹克运动会击剑比赛，获得一枚银牌和一枚铜牌。